# Marin Drinow

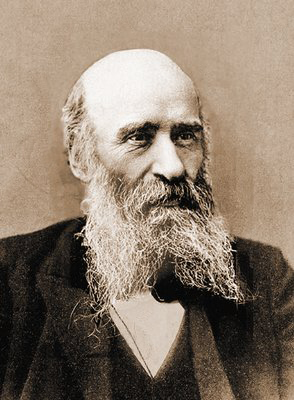
Marin Drinov

Marin Stojanow Drinow (auch Marin Stoyanov Drinov geschrieben, bulgarisch Марин Стоянов Дринов, in Russland unter russisch Марин Степанович Дринов Marin Stepanowitsch Drinov bekannt; * 20. Oktober 1838 in Panagjurischte, Osmanisches Reich; † 13. März 1906 in Charkiw, Russisches Kaiserreich) ist ein bulgarischer Aufklärer aus der Zeit der Bulgarischen Nationalen Wiedergeburt, Historiker und Linguist, der den größten Teil seines Lebens in Russland arbeitete. Er gilt als einer der Begründer der bulgarischen Geschichtsschreibung, als Gründungsmitglied und erster Vorsitzender der Bulgarischen Literarischen Gesellschaft (die heutige Bulgarische Akademie der Wissenschaften). 1898 wurde er zum korrespondierenden Mitglied der Russischen Akademie der Wissenschaften gewählt.
Er ging 1858 nach Russland, um Geschichte und Philologie an den Universitäten in Kiew und Moskau zu studieren. 1865 bis 1871 arbeitete und reiste er in Österreich und Italien. Ab 1876 war er Professor an der Universität Charkow. Zwischen 1890 und 1897 war er zudem Präsident der Historisch-Philologischen Gesellschaft Charkow. Im Zuge des Russisch-Osmanischen Krieges (1877–1878) wurde zum Leiter der Direktion für Bildung und geistliche Angelegenheiten der Provisorischen russischen Verwaltung in Bulgarien berufen.
Der Freiheitskämpfer Najden Drinow war sein Bruder. Seit 1994 trägt der wissenschaftliche Verlag der Bulgarischen Akademie der Wissenschaften den Namen Marin Drinow. Seit 2008 ist er überdies Namensgeber für den Drinov Peak, einen Berg auf Smith Island in der Antarktis.

## Werke (Auswahl)
- Поглед върху произхождението на българския народ и началото на българската история [Pogled vărchu proizchoždenieto na bălgarskija narod i načaloto na bălgarskata istorija] (1869) [bulg.]
- Исторически преглед на Българската църква от самото ѝ начало и до днес [Istoričeski pregled na Bălgarskata cărkva ot samoto ì načalo i do dnes] (1869) [bulg.]
- Заселение Балканскаго полуострова славянами [Zaselenie Balkanskago poluostrova slavjanami] (1872) [russ.]
- Южные славяне и Византия в Х веке [Južnye slavjane i Vizantija v X veke] (1876) [russ.]